# 異眼鏡蛇
異眼鏡蛇（學名：Paranaja multifasciata）是蛇亞目眼鏡蛇科異眼鏡蛇屬下的一種毒蛇，是異眼鏡蛇屬（Paranaja）下的唯一物種，主要分布於非洲剛果民主共和國及喀麥隆。異眼鏡蛇身體佈滿不規則的黑色斑紋，鱗片上有奶油色的小斑點。異眼鏡蛇體長約有60公分。關於其毒性的資料目前仍甚匱乏，但可知的是其毒素如一般眼鏡蛇般屬於神經毒素。

## 亞種
目前異眼鏡蛇共有3個亞種已被確認，分別是：
- Paranaja multifasciata anomala（Sternfeld, 1917）
- Paranaja multifasciata dulloni（Boulenger, 1904）
- Paranaja multifasciata multifasciata（Werner, 1902）

## 備註
- （英文）TIGR爬蟲類資料庫：異眼鏡蛇